# Palloncina
La palloncina è una specialità sferistica del tamburello.

## Regolamento
La palloncina si pratica con tamburello e palla in gomma di peso 60 g e diametro 6,6 cm. La partita è divisa in due frazioni o set: un set si disputa secondo il regolamento del tamburello tradizionale, definito pure a libero, mentre l'altro si disputa secondo il regolamento del tamburello a muro. Il campo, lungo 60 m. e largo 14,5 m, è diviso da una rete alta mezzo metro, in posizione centrale, sulla quale i giocatori devono far passare la palla. Ogni squadra è composta da cinque giocatori contemporaneamente in campo nei ruoli seguenti: un battitore, un centrocampista o mezzovolo, un rimettitore e due terzini.